# Zagaj (Bistrica ob Sotli, Slovenija)
Zagaj je naselje u slovenskoj Općini Bistrici ob Sotli. Zagaj se nalazi u pokrajini Štajerskoj i statističkoj regiji Savinjskoj. 

## Stanovništvo
Prema popisu stanovništva iz 2002. godine naselje je imalo 151 stanovnika.